# Canton de Nantes-5
Le canton de Nantes-5 est une circonscription électorale française située dans le département de la Loire-Atlantique (région Pays de la Loire).

## Histoire
Le canton de Nantes-V a été créé le 15 février 1790. Il a été modifié en 1801,.
Il a été modifié par décret du 23 juillet 1973 redécoupant les sept cantons de Nantes en dix cantons.
Il a été à nouveau modifié par décret du 29 janvier 1985 créant le canton de Nantes-XI.
Par décret du 25 février 2014, le nombre de cantons du département est divisé par deux, avec mise en application aux élections départementales de mars 2015. Le canton de Nantes-5 est conservé et voit ses limites territoriales remaniées en absorbant le canton de Nantes-11, mais en laissant le quartier Bellevue - Chantenay - Sainte-Anne, l'exception de la partie nantaise de Bellevue, au canton de Nantes-4,.

## Représentation

### Conseillers d'arrondissement (de 1833 à 1940)
| Période                                  | Période      | Identité                         | Étiquette           | Qualité |
| ---------------------------------------- | ------------ | -------------------------------- | ------------------- | --- |
| 1833                                     | 1848         | Émile Cantin (1795-1852)         |                     | Docteur en médecine, conseiller municipal de Nantes, membre du Conseil de Surveillance de La Caisse d'Epargne des instituteurs de Loire-Inférieure |
|                                          |              |                                  |                     | |
| 1883                                     | 1912 (décès) | Camille Berruyer                 | Rad.                | Médecin municipal de la Ville de Nantes |
| 1912                                     | 1925         | André Lennet-Debet               | Républicain-RG      | Propriétaire viticulteur, adjoint au maire de Nantes                                                                                               |
| 1925                                     | 1932         | Gustave Bonamy                   | URD                 | Avoué et avocat à Nantes |
| 1932                                     | 1937         | Louis Robiou du Pont (1887-1960) | Union nationale     | Avocat au barreau de Nantes |
| 1937                                     | 1940         | Charles Moreau-Guillouard        | Union nationale PSF | Industriel à Nantes |
| 1940                                     |              |                                  |                     | Les conseils d'arrondissement ont été suspendus par la loi du 12 octobre 1940 et n'ont jamais été réactivés                                        |
| Les données manquantes sont à compléter. |              |                                  |                     | |

### Conseillers généraux de 1833 à 2015
| Période | Période          | Identité                  | Étiquette              | Qualité |
| ------- | ---------------- | ------------------------- | ---------------------- | --- |
| 1833    | 1834 (démission) | Édouard Goüin (1787-1864) |                        | Industriel (textile) à Nantes |
| 1834    | 1852             | François Bignon           | Majorité ministérielle | Propriétaire à Paris Conseiller-maître à la Cour des Comptes Négociant, conseiller municipal de Nantes Président du conseil général de la Loire-Inférieure (1850-1851) Député (1834-1848) |
| 1852    | 1863             | Hippolyte Braheix         |                        | Négociant, Président du Tribunal de commerce de Nantes |
| 1864    | 1871             | Ange Guépin               | Républicain Socialiste | Docteur en médecine, ophtalmologiste Conseiller municipal de Nantes |
| 1871    | 1880             | Gabriel Lauriol           | Républicain            | Armateur et négociant Adjoint au maire de Nantes |
| 1880    | 1932 (décès)     | Maurice Sibille           | RG                     | Avocat Adjoint au maire de Nantes Député (1889-1932) |
| 1932    | 1940             | Gustave Bonamy            | URD                    | Avoué et avocat à Nantes, conseiller d'arrondissement |
|         |                  |                           |                        | |
| 1945    | 1973             | Abel Durand               | DVD-RPF puis DVD       | Avocat honoraire Ancien adjoint au maire de Nantes Sénateur (1940-1965) Président du conseil général (1945-1967)                                                                          |
| 1973    | 1979             | Guy Jeanneau              | PS puis PSD            | Ingénieur puis expert immobilier Conseiller municipal de Nantes |
| 1979    | 1985             | Michel Moreau             | PCF                    | Adjoint au maire de Nantes (1977-1983) Secrétaire départemental du PCF |
| 1985    | 2015             | Mme Claude Seyse          | PS                     | Professeur Adjointe au maire de Nantes (1989-2008) Vice-présidente du conseil général de la Loire-Atlantique (2004-2008 et 2012-2015)                                                     |

### Représentation après 2015
| Période élective | Période élective | Mandat | Mandat   | Identité     | Nuance | Nuance | Qualité |
| ---------------- | ---------------- | ------ | -------- | ------------ | ------ | ------ | --- |
| 2015             | 2021             | 2015   | 2021     | Lyliane Jean |        | PS     | Directrice d'un service social d'insertion professionnelle pour personnes en situation de handicap Conseillère régionale (2010-2015) Vice-Présidente à l'action sociale de proximité et l'insertion                  |
| 2015             | 2021             | 2015   | 2021     | Ali Rebouh   |        | DVG    | Professeur de maths, 8e adjoint à la maire de Nantes Ancien conseiller général du canton de Nantes-11 (2014-2015) Vice-Président aux ressources humaines, dialogue social et qualité du service public départemental |
| 2021             | 2028             | 2021   | en cours | Lyliane Jean |        | PS     | 5e vice-présidente du conseil départemental, chargée de la politique de l'âge et de la solidarité entre les générations                                                                                              |
| 2021             | 2028             | 2021   | en cours | Ali Rebouh   |        | DVG    | 10e vice-président du conseil départemental, chargé des finances, du budget, de la commande publique et de la transition écologique des bâtiments                                                                    |

### Résultats détaillés

#### Élections de mars 2015
À l'issue du 1er tour des élections départementales de 2015, deux binômes sont en ballottage : Lyliane Jean et Ali Rebouh (PS, 36,43 %) et Patricia Rio et Jean Philippe Thoiry (Union de la Droite, 22,59 %). Le taux de participation est de 44,93 % (11 182 votants sur 24 889 inscrits) contre 50,7 % au niveau départemental et 50,17 % au niveau national.
Au second tour, Lyliane Jean et Ali Rebouh sont élus avec 57,33 % des suffrages exprimés et un taux de participation de 42,54 % (5 672 voix pour 10 589 votants et 24 889 inscrits).

#### Élections de juin 2021
Le premier tour des élections départementales de 2021 est marqué par un très faible taux de participation (33,26 % au niveau national). Dans le canton de Nantes-5, ce taux de participation est de 27,73 % (7 192 votants sur 25 936 inscrits) contre 31,09 % au niveau départemental. À l'issue de ce premier tour, deux binômes sont en ballottage : Lyliane Jean et Ali Rebouh (DVG, 47,77 %) et Curtis Derrien et Sophie Van Goethem (DVD, 39,45 %).
Le second tour des élections est marqué une nouvelle fois par une abstention massive équivalente au premier tour. Les taux de participation sont de 34,36 % au niveau national, 32,4 % dans le département et 29,63 % dans le canton de Nantes-5. Lyliane Jean et Ali Rebouh (DVG) sont élus avec 58,76 % des suffrages exprimés (4 353 voix pour 7 686 votants et 25 939 inscrits),,. 

## Composition

### Composition de 1973 à 1985
À la suite du redécoupage de 1973, le canton de Nantes-V comprend la portion du territoire de la ville de Nantes déterminée par les nouvelles limites de la commune de Nantes avec celles de Saint-Herblain et l'axe des voies ci-après : rue de la Branchoire (à partir du numéro 3 et au-dessus), rue du Corps-de-Garde (du numéro 107 au numéro 135), place du Repos-de-Chasse, boulevard de la Solidarité (numéros impairs), boulevard de la Fraternité (numéro 1 au numéro 35), place Emile-Zola (numéro 4), boulevard de l'Egalité (numéros impairs et numéros 2 à 76), rue de la Montagne (du numéro 27 et au-dessus), rue de Plaisance (numéros pairs), rue Amiral-Duchaffault (numéros pairs et numéros impairs à partir de 25 et au-dessus), passage Saint-Aignan (numéros impairs), rue de Pilleux (numéros impairs et numéros pairs à partir de 8 et au-dessus), boulevard Saint-Aignan (numéros impairs 67 et au-dessus et numéros pairs 58 et au-dessus), rue Babonneau (du numéro 19 bis au numéro 29), rue des Chapelières (numéros impairs), rue des Salorges (numéros impairs), cours de la Loire et île Cheviré.

### Composition de 1985 à 2015

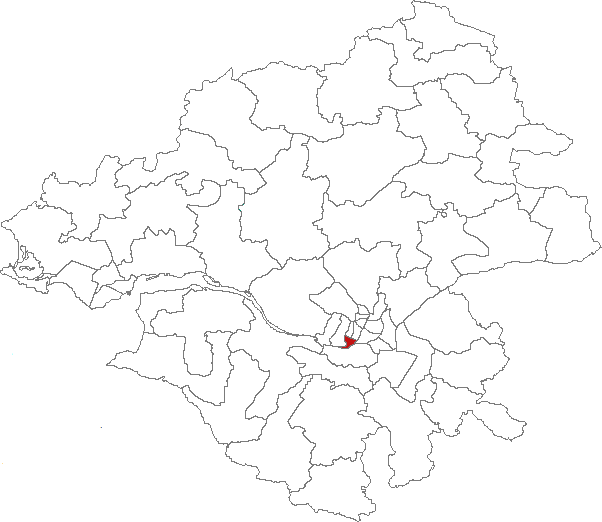
Situation du canton de Nantes-5 dans le département de la Loire-Atlantique de 1985 à 2015.

En 1985, le canton est scindé en deux, le canton de Nantes-V englobait alors l'essentiel de l'actuel quartier Bellevue - Chantenay - Sainte-Anne,.

### Composition depuis 2015
| Nom                            | Code Insee | Intercommunalité | Superficie (km2) | Population (dernière pop. légale)                 | Densité (hab./km2) | Modifier                                    |
| ------------------------------ | ---------- | ---------------- | ---------------- | ------------------------------------------------- | ------------------ | ------------------------------------------- |
| Nantes (bureau centralisateur) | 44109      | Nantes Métropole | 65,19            | Fraction : 42 627 (2022) Commune : 325 070 (2022) | 4 987              | modifier les données · modifier les données |
| Canton de Nantes-5             | 4415       |                  |                  | 42 627 (2022)                                     |                    | modifier les données                        |

Le canton de Nantes-5, qui couvre 5 km2, est composé de la partie de la commune de Nantes située au nord d'une ligne définie par l'axe des voies et limites suivantes : depuis la limite territoriale de la commune de Saint-Herblain, boulevard Emile-Romanet, rue du Jamet, rue Jean-Olivesi, rue Lucien-Aubert, rue Romain-Rolland, rue Firmin-Colas, rue de l'Etang, boulevard Jean-Moulin, rue des Alouettes, rue du Bois-Hardy, rue du Moulin-de-l'Abbaye, rue des Pavillons, rue du Bois-Hercé, boulevard Léon-Jouhaux, boulevard René-Coty, rue de l'Amiral-du-Chaffault, rue de Plaisance, rue de la Montagne, boulevard Pasteur, chemin Guilbaud, rue Nicolas-Appert, rue Renan, chemin des Rivières, avenue du Midi, rue Littré, rue Bouchaud, rue du Coteau, rue Bouchaud, rue des Dervallières, rue Francis-Merlant, rue George-Sand, boulevard Luc-Olivier-Merson, boulevard Meusnier-de-Querlon, boulevard des Anglais, rue Chanoine-Larose, rue Georges-Méliès, rue de la Maison-Blanche, jusqu'à la limite territoriale de la commune de Saint-Herblain.

#### Bureaux de vote
Le scrutin des 22 et 29 mars 2015 s'est déroulé dans 27  bureaux de vote répartis dans 6 écoles primaires publiques de la ville :
- école élémentaire Grand-Carcouet ;
- école maternelle Jacques-Prévert ;
- école élémentaire Dervallières-Chézine ;
- école élémentaire Fraternité ;
- école élémentaire Contrie ;
- école maternelle Lucie-Aubrac.

## Démographie

### Démographie avant 2015
| 1962 | 1968 | 1975 | 1982 | 1990   | 1999   | 2006   | 2011   | 2012   |
| ---- | ---- | ---- | ---- | ------ | ------ | ------ | ------ | ------ |
| -    | -    | -    | -    | 22 986 | 24 101 | 25 324 | 25 145 | 25 410 |

### Démographie depuis 2015
En 2022, le canton comptait 42 627 habitants, en évolution de +4,03 % par rapport à 2016 (Loire-Atlantique : +6,68 %, France hors Mayotte : +2,11 %).
| 2013   | 2018   | 2022   |
| ------ | ------ | ------ |
| 39 134 | 42 472 | 42 627 |